# رادیم ژزنیک
رادیم ژزنیک (چکی: Radim Řezník؛ زادهٔ ۲۰ ژانویهٔ ۱۹۸۹) بازیکن فوتبال اهل جمهوری چک است.
از باشگاه‌هایی که در آن بازی کرده‌است می‌توان به باشگاه فوتبال ویکتوریا پلزن و باشگاه فوتبال بانیک استراوا اشاره کرد.
وی همچنین در تیم‌های ملی فوتبال زیر ۲۱ سال جمهوری چک و جمهوری چک بازی کرده‌است.